# Aílton Delfino
Aílton Delfino (Belo Horizonte, 1968. szeptember 1. –) brazil labdarúgócsatár.

## Sikerei, díjai
Atlético Mineiro
- Mineiro bajnokság
  - bajnok (3): 1988, 1989, 1991
- Copa CONMEBOL
  - győztes: 1992

 Benfica
- Portugál bajnokság (Primeira Liga)
  - bajnok: 1993–94
- Portugál kupa (Taça de Portugal)
  - győztes: 1995

 São Paulo FC
- CONMEBOL-mesterkupa
  - győztes: 1996

 Cruzeiro
- Copa Libertadores
  - győztes: 1997